# Odontomantis sinensis
Odontomantis sinensis är en bönsyrseart som beskrevs av Giglio-tos 1915. Odontomantis sinensis ingår i släktet Odontomantis och familjen Hymenopodidae. Inga underarter finns listade i Catalogue of Life.